# おぶせミュージアム・中島千波館
おぶせミュージアムは、長野県上高井郡小布施町にある美術館。「おぶせミュージアムの設置及び管理に関する条例」に基づいて運営され、補助名称は「花咲くぶらり美術館・中島千波館」である。1992年10月22日開館。

## 概要
地元出身の日本画家中島千波から寄贈された約1000点の作品を展示する「中島千波館」、小布施の伝統文化財である祭り屋台を収納展示する「屋台蔵」があり、企画展示室では年間を通じて、作家によるギャラリートークや親子の美術セミナーなどの様々な企画展を行う。　

## 展示作品
中島千波館では桜や牡丹などに代表される花の作品や、人物画、装丁画、挿絵など幅広く展示し、特に代表作の「坪井の枝垂れ桜」「素桜神社の神代桜」は横幅が3メートル以上もある大きな屏風に描かれている。
屋台蔵では小布施の各地にある7台の屋台のうち、2021年現在は北斎館に収蔵されている上町・東町のものを除いた、中町・伊勢町・横町・福原・六川のものを展示している。特に天井のガラス管が組み込まれた「ギヤマン屋台」と呼ばれる中町のものと、白木で統一した建築様式の伊勢町のものは特色がある。
その他、地元出身の金型造形作家・青山文典の作品なども収蔵されている。

## 利用
- 業務時間：午前8時30分から午後5時15分まで
- 休日：土曜日、日曜日、祝休日、年末年始（12月29日から1月3日）

## 交通アクセス
- 上信越自動車道信州中野ICより車で10分。小布施スマートICより車で5分。
- 長野電鉄小布施駅下車 徒歩12分